# Stellwerk Magdeburg Mn

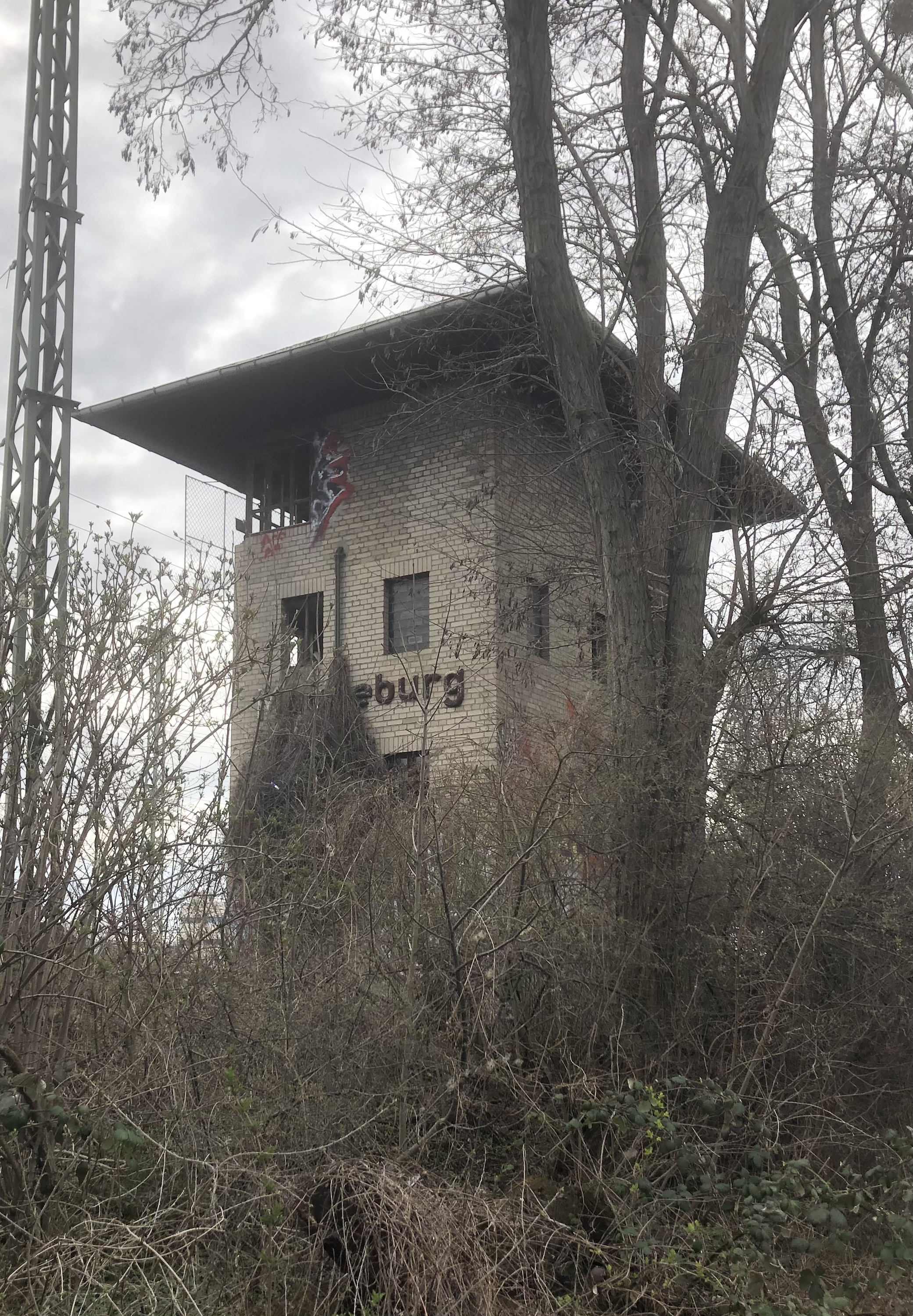
Stellwerk Magdeburg Hbf Nord – Mn, Blick von Norden, 2021

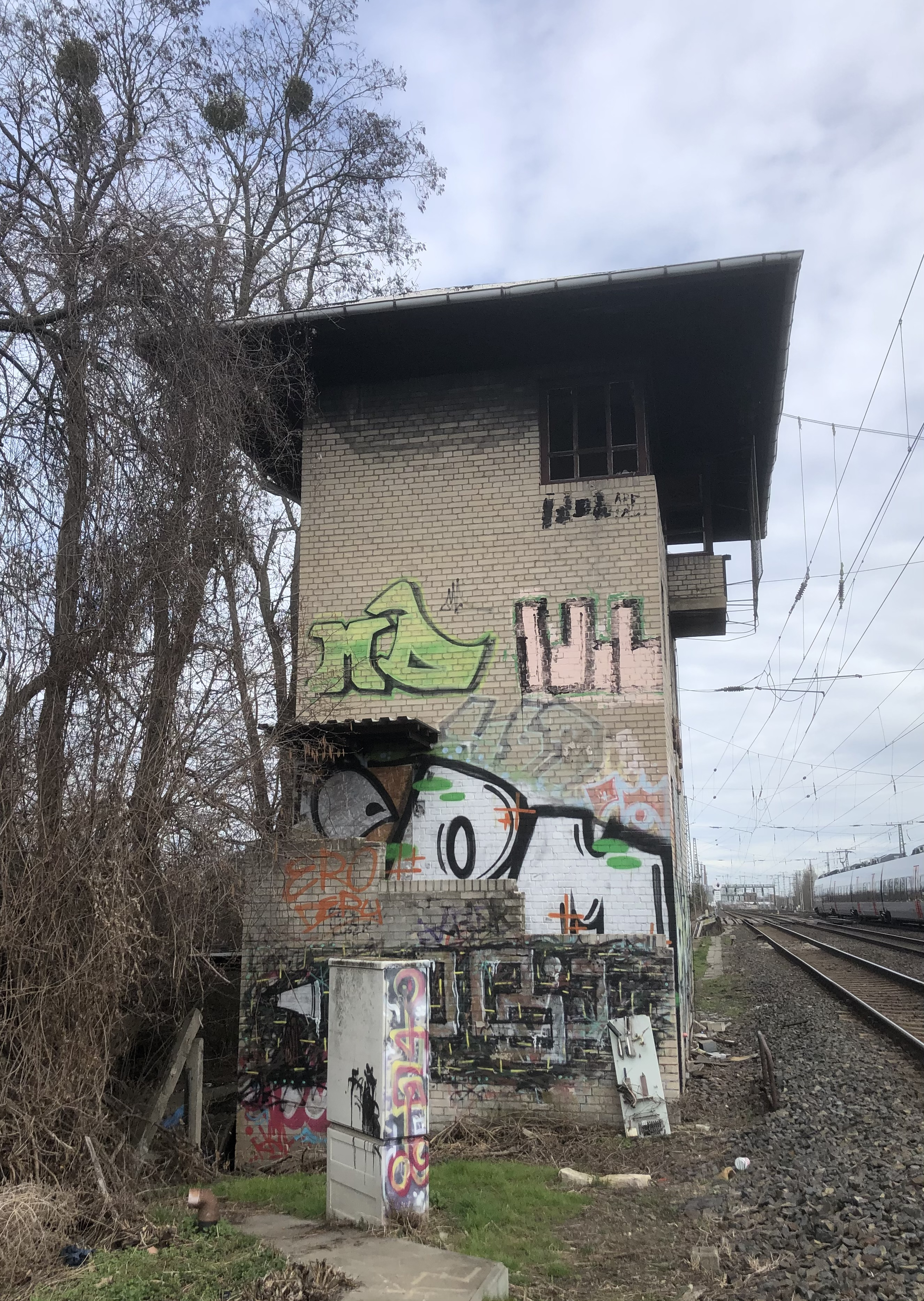
Blick von Süden

Das Stellwerk Magdeburg Mn, auch Magdeburg Hbf Nord – Mn, war ein elektromechanisches Stellwerk in Magdeburg Hbf vom Typ S&H 1912. Das Gebäude ist noch vorhanden und steht unter Denkmalschutz.

## Lage
Das Stellwerk befindet sich im Norden des Magdeburger Hauptbahnhofs auf der Westseite der Gleise. Westlich des Stellwerks verläuft eine Abfahrt des Magdeburger Rings und die Straße Edithawinkel, die in der Vergangenheit zum Editharing gehörte. Als Straßenangabe wird für das Stellwerk auch weiterhin noch Editharing angegeben. Von dieser Seite ist auch eine fußläufige Erreichbarkeit gegeben. Das Stellwerk befindet sich im Gebiet der Altstadt, unmittelbar westlich grenzt der Stadtteil Stadtfeld Ost an.

## Architektur und Geschichte
Das viergeschossige Gebäude des elektromechanisch ausgerüsteten Stellwerks entstand etwa in der Zeit zwischen 1925 und 1930. Es ist als Ziegelbau turmartig auf rechteckigem Grundriss errichtet. Die architektonisch anspruchsvolle Gestaltung erfolgte in der Formensprache des Neuen Bauens. Die schmalen Fensteröffnungen der unteren Geschosse sind unregelmäßig angeordnet und mit Sprossenfenstern versehen. Im dritten Obergeschoss besteht nach Osten zur Bahntrasse hin eine volle, auch über die Ecken reichende Verglasung. Prägend ist ein weit überstehendes flaches Flugdach, das einen deutlichen Gegensatz zum Ziegelbau bildet. Zur Eisenbahnseite hin befindet sich ein nur zum Teil erhaltener Schriftzug Magdeburg Mn.
Die technische Ausrüstung als elektromechanisches Einreihenhebelstellwerk wurde von Siemens & Halske hergestellt. Das Stellwerk diente als Einfahrstellwerk für den Bereich des Hauptbahnhofs aus Richtung Magdeburg-Neustadt. 2003 verlor das Stellwerk mit Inbetriebnahme des elektronischen Zentralstellwerks seine Funktion.
Aktuell (Stand 2021) ist das Gebäude ungenutzt.
Im örtlichen Denkmalverzeichnis ist das Stellwerk unter der Erfassungsnummer 094 71103 als Baudenkmal verzeichnet.